# جون غرينغ
جون غرينغ (بالإنجليزية: John Grange)‏ هو عالم مناعة بريطاني، ولد في 4 أبريل 1943.